# Prince of Wales FC
Prince of Wales FC was een Gibraltarese voetbalclub opgericht in 1892 en opgeheven in 1953.

## Geschiedenis
De club was een van de eerste clubs die opgericht werd door burgers en niet militairen die gestationeerd waren in Gibraltar. In dezelfde periode werden ook Gibraltar FC en Jubilee FC opgericht. Ondanks dat de Gibraltar National League pas in 1907 werd opgericht won de club de jaren ervoor ook al enkele toernooien die golden als landskampioenschap. In zowel 1901, 1903 en 1904 werden ze al landskampioen, de jaren erna werden vaker kampioen en in 1953 wanneer de club voor het laatst kampioen werd en de club ontbonden werd speelde ze maar liefst 19 keer kampioen. De club speelde net zoals zo vele clubs zijn wedstrijden in het Victoriastadion.

## Erelijst
- Landskampioen: 1901, 1903, 1904, 1906, 1909, 1914, 1917, 1919, 1921, 1922, 1923, 1925, 1926, 1927, 1928, 1931, 1939, 1940, 1953
- Rock Cup: 1949